# Pteragogus enneacanthus
 Pteragogus enneacanthus és una espècie de peix de la família dels làbrids i de l'ordre dels perciformes.

## Morfologia
Els mascles poden assolir els 15 cm de longitud total.

## Distribució geogràfica
Es troba des d'Indonèsia fins al Mar del Corall, Guam, el sud-est d'Austràlia i Tonga.